# Rully (Calvados)
Rully és un municipi francès situat al departament de Calvados i a la regió de Normandia. L'any 2007 tenia 222 habitants.

## Demografia

### Població
El 2007 la població de fet de Rully era de 222 persones. Hi havia 81 famílies de les quals 20 eren unipersonals (16 homes vivint sols i 4 dones vivint soles), 28 parelles sense fills i 33 parelles amb fills.
La població ha evolucionat segons el següent gràfic:
Habitants censats

### Habitatges
El 2007 hi havia 121 habitatges, 87 eren l'habitatge principal de la família, 19 eren segones residències i 14 estaven desocupats. 119 eren cases i 2 eren apartaments. Dels 87 habitatges principals, 57 estaven ocupats pels seus propietaris, 29 estaven llogats i ocupats pels llogaters i 1 estava cedit a títol gratuït; 1 tenia una cambra, 7 en tenien dues, 13 en tenien tres, 21 en tenien quatre i 45 en tenien cinc o més. 67 habitatges disposaven pel capbaix d'una plaça de pàrquing. A 45 habitatges hi havia un automòbil i a 41 n'hi havia dos o més.

### Piràmide de població
La piràmide de població per edats i sexe el 2009 era:
| Homes | Edats   | Dones |
| ----- | ------- | ----- |
| 0     | 95 o +  | 0     |
| 0     | 90 a 94 | 0     |
| 0     | 85 a 89 | 0     |
| 0     | 80 a 84 | 4     |
| 8     | 75 a 79 | 0     |
| 8     | 70 a 74 | 12    |
| 8     | 65 a 69 | 12    |
| 4     | 60 a 64 | 8     |
| 0     | 55 a 59 | 0     |
| 8     | 50 a 54 | 0     |
| 16    | 45 a 49 | 8     |
| 12    | 40 a 44 | 16    |
| 8     | 35 a 39 | 8     |
| 0     | 30 a 34 | 12    |
| 4     | 25 a 29 | 0     |
| 0     | 20 a 24 | 8     |
| 4     | 15 a 19 | 4     |
| 24    | 10 a 14 | 12    |
| 8     | 5 a 9   | 12    |
| 4     | 0 a 4   | 0     |

## Economia
El 2007 la població en edat de treballar era de 127 persones, 109 eren actives i 18 eren inactives. De les 109 persones actives 96 estaven ocupades (56 homes i 40 dones) i 13 estaven aturades (8 homes i 5 dones). De les 18 persones inactives 2 estaven jubilades, 9 estaven estudiant i 7 estaven classificades com a «altres inactius».

### Ingressos
El 2009 a Rully hi havia 86 unitats fiscals que integraven 217 persones, la mediana anual d'ingressos fiscals per persona era de 15.023 €.

### Activitats econòmiques
Dels 3 establiments que hi havia el 2007, 1 era d'una empresa extractiva, 1 d'una empresa de construcció i 1 d'una empresa de serveis.
L'únic servei als particulars que hi havia el 2009 era una lampisteria.
L'any 2000 a Rully hi havia 23 explotacions agrícoles que ocupaven un total de 1.027 hectàrees.

## Poblacions més properes
El següent diagrama mostra les poblacions més properes.